# Lưu Tống
Nhà Lưu Tống (tiếng Trung: 劉宋; bính âm: Líusòng; 420-479) là triều đại đầu tiên trong số bốn Nam triều ở Trung Quốc, tiếp theo sau nó là nhà Nam Tề.

## Quốc hiệu
Triều đại này do Lưu Dụ (劉裕; 363－422) lập ra, họ của ông cùng với tên gọi triều đại "Tống" hợp thành tên gọi được sử dụng để chỉ triều đại này, Lưu Tống. Tên gọi này được sử dụng nhằm mục đích phân biệt triều đại này với triều đại cùng tên là nhà Tống (宋; 960-1279), là triều đại nổi tiếng, tồn tại lâu hơn và có nhiều sự kiện lịch sử hơn. 
Nhà Lưu Tống cũng từng được gọi là Nam Tống (南宋), do nó là một triều đại thuộc Nam triều trong lịch sử Trung Quốc, tức là một trong các triều đại có kinh đô đặt tại Kiến Khang (ngày nay là Nam Kinh). Tuy nhiên, nhà Tống (960-1279) kể từ sau năm 1127 cũng phải lui về phía nam, đặt kinh đô tại Lâm An (ngày nay là Hàng Châu, Chiết Giang), cũng được gọi là nhà Nam Tống. Vì thế, đối với triều đại ngắn hơn nhiều này, là chủ đề của bài này, thì tên gọi "Lưu Tống" được sử dụng là hợp lý hơn cả trong nhiều ngữ cảnh.

## Thành lập
Hoàng đế khai quốc Lưu Dụ xuất thân từ trong quân đội, thuở nhỏ gia đình nghèo. Khi nhà Đông Tấn rơi vào thời kỳ xuống dốc, dân nổi lên làm loạn khắp nơi, nội bộ Triều đình đấu đá lẫn nhau làm tê liệt mọi hoạt động trong nước. Năm 402, một viên tướng nhà Đông Tấn là Hoàn Huyền khởi binh soán ngôi, lấy quốc hiệu là Sở. Lưu Dụ cùng Lưu Nghị khởi binh cần vương, cuối cùng tiêu diệt được lực lượng Hoàn Huyền. Sau đó Lưu Dụ xuất quân Nam chinh Bắc phạt, ổn định tình hình. Cuối cùng, Lưu Dụ tấn công tiêu diệt lực lượng của Lưu Nghị và đánh đuổi các tôn thất nhà Đông Tấn là Tư Mã Hưu Chi, Tư Mã Sở Chi. Không còn trở ngại, Lưu Dụ ép Tấn Cung Đế nhường ngôi, lập ra triều Tống.

## Lãnh thổ
Phía bắc đến Tần Lĩnh Hoàng Hà, giáp ranh Bắc Ngụy, phía tây đến Đại Tuyết Sơn, Tứ Xuyên, phía tây nam bao gồm Vân Nam, phía đông nam giáp biển. Lưu Tống là vương triều có lãnh thổ rộng lớn nhất trong các triều đại Nam triều. Về sau khu vực từ Nam Hoàng Hà đến Bắc Hoài Hà bị Bắc Ngụy chiếm đoạt, trong đó có Tế Châu, Duyện Châu, Thanh Châu, Từ Châu.

## Thời hưng thịnh
Tống Vũ Đế lên ngôi thực hành hàng loạt biện pháp tăng cường trung ương tập quyền, giảm bớt gánh nặng cho nông dân, làm dịu bớt mâu thuẫn giai cấp, đẩy nhanh việc khôi phục và phát triển kinh tế.   
Sau khi lên ngôi, để tránh cái gương của họ Tư Mã, Tống Vũ Đế liền tước bỏ quyền lực của các chư hầu, phiên trấn, tập trung quyền hành trung ương. Do Kinh Châu nhiều lần phản loạn nên biến Kinh Châu phủ thành Kinh Châu hạt, hạn chế quyền hành của các tướng. Để ngừa quyền thần làm loạn nên ra chiếu chỉ phàm sau khi xuất quân hồi sư phải giao lại binh quyền cho triều đình. Quản lý hộ khẩu các thế tộc, giảm bớt nguồn thu của quan phủ chỉnh đốn hộ tịch, thay đổi cách thổ đoạn (thu thuế), chính quyền sở hữu phát hành tiền tệ khuyến khích buôn bán. Tô thuế của nông dân được giảm nhẹ, nuôi dưỡng sức dân, phát triển sinh sản. Từ thời Ngụy Tấn đến nay, triều đình sống xa hoa phú quý, như do Vũ Đế xuất thân nghèo hèn nên chịu khó sống đời thanh bần, đối với ngựa xe, mĩ nữ càng tiết dục.
Người sáng lập ra triều đại này Tống Vũ Đế lại được cho là một trong những viên tướng vĩ đại nhất trong thời kỳ Nam Bắc triều, và thời gian trị vì của vị Hoàng đế thứ ba, Tống Văn Đế, được biết đến như là giai đoạn ổn định chính trị và quản lý hành chính tốt, không chỉ của mỗi hoàng đế mà còn của các quan lại trung thực và mạnh mẽ. Thời kỳ này được biết đến dưới tên gọi triều Nguyên Gia (425-453, lấy theo niên hiệu mà vị hoàng đế này dùng) và nó là một trong những thời kỳ hoàng kim nhất của Nam triều.
Năm 438, Văn Đế rất coi trọng văn hóa và giáo dục, muốn phát triển Nho thuật cho thành lập các trường học, khuyến khích Nho sinh nghiên cứu. Các quan chức dân sự được triều đình bổ nhiệm giảng dạy các môn khoa học khác nhau: Hà Thượng Chi (382 - 460) giảng môn Huyền học, Tạ Nguyên giảng văn chương, Lôi Thứ Tông giảng Khổng giáo, Hà Thừa Thiên (370–448), Thái thú Hành Dương, nhà thiên văn học nổi tiếng của Trung Quốc cổ đại giảng lịch sử.
Năm 435 Đan Dương doãn Tiêu Mô Chi dâng chiếu thư thưa rằng: ”Phật giáo sau khi du nhập vào Trung Quốc đến nay đã trải qua bốn thời đại, chùa chiền thờ Phật hiện nay đã có đến hàng ngàn ngôi. Hiện nay một số người coi việc thờ cúng không còn là thành tâm nữa, mà họ rất coi trọng việc thờ cúng xa hoa, do đó mà hao tiền tốn của, mất thời gian và mệt mỏi. Do đó từ nay về sau, mong Bệ hạ hãy ban chiếu quy định rằng, mọi công việc như đúc tượng Phật, xây chùa đều phải trình báo và được phép của quan phủ, không được làm một cách tùy tiện”.
Sau khi xem bức biểu này, Văn Đế thấy rằng việc xây dựng chùa chiền thờ Phật, đúc tượng Phật, đã hao tốn rất nhiều tiền của và công sức của nhân dân, việc đó là lãng phí vô cùng. Do đó ông đã hạ chiếu chỉnh đốn tăng đoàn, điều đó đã khiến cho hàng trăm tăng ni trong cả nước phải hoàn tục (trở lại làm thường dân).

## Văn hóa, nghệ thuật
Dù cho (và có lẽ ở một mức độ nào đó là do) những cuộc tắm máu này, nhưng trong thời nhà Lưu Tống người ta đã sáng tạo ra nhiều tác phẩm thơ ca (thi 詩) lớn và các thể loại thơ ca khác, đáng chú ý là phú (賦). Hoàng tộc đã hỗ trợ cho nhiều tác phẩm văn thơ, và chính họ cũng viết rất nhiều. Thời gian trị vì của Văn Đế là đặc biệt tích cực cho các hoạt động văn chương, với việc họ Lưu hỗ trợ cho việc sưu tập và biên soạn một tập hợp lớn các giai thoại văn xuôi ngắn. 
Ba người khổng lồ của thời Nguyên Gia là Bão Chiếu (鮑照; ? - 466), Tạ Linh Vận (謝霊運; 385-433) và Nhan Diên Chi (顏延之; 384-456) là những nhà thơ nổi tiếng nhất của thời Lưu Tống, mỗi người trong số họ đã được cho là những ông tổ của ba xu hướng chính trong văn học sau này.
Tạ Linh Vận (385 - 433) - cháu nội Khang Lạc công Tạ Huyền, cũng là một nhân vật tài hoa của gia tộc họ Tạ. Do từ nhỏ được gia đình gửi nuôi ở ngoài nên ông còn có tên là Khách Nhi, thường gọi là Tạ Khách. Ông đọc khắp các sách, văn chương trác việt, sánh ngang với Nhan Diên Chi nhưng thực tế còn hơn cả họ Nhan. Ông được tập phong tước Khang Lạc Công, nên người đời thường gọi là Tạ Khang Lạc. Từ nhỏ Tạ Linh Vận đã được sống trong xa hoa, sung sướng, lấy yến ẩm, du ngoạn làm vui. Khi nhậm chức Thái thú Vĩnh Gia, Tạ Linh Vận thường chỉ thích ngao du sơn thủy, không màng danh lợi, rồi cố xin từ quan, dời đến Cối Kê (nay là Thiệu Hưng - Chiết Giang), dựng nhà giữa chốn kề sông tựa núi, phong cảnh tuyệt trần. Ông là nhà thơ nổi tiếng thời Tấn, Tống, thơ ông phần lớn là thơ sơn thủy, trong đó có nhiều câu thơ nổi tiếng được lưu truyền rộng rãi như: "Trì đường sinh xuân thảo, Viên liễu biến minh cầm, (Bờ ao cỏ xuân mượt, Liễu vườn hóa chim kêu)”… Thơ ông cứ vừa viết xong thì khắp Kinh thành đã tranh nhau truyền chép. Ông còn nổi tiếng về thư pháp. Thơ và chữ của ông được Tống Văn Đế coi là "nhị bảo", và cho vời ông về làm quan ở Kinh sư, ngày đêm hầu cận, đàm đạo. 
Khoảng niên hiệu Nghĩa Hi nhà Đông Tấn, Tạ Linh Vận cùng với Tạ Hồn và các con cháu Tạ gia là Tạ Chiêm, Tạ Hối, Tạ Diệu, Tạ Hoằng Vi lập thành một nhóm thơ văn, thường cùng nhau tụ tập yến ẩm ngâm vịnh, sử sách gọi là "Ô Y chi du" trở thành văn chương thưởng hội nổi tiếng nhất của con cháu họ Tạ.
Thơ văn họ Tạ còn có Tạ Diểu (464 - 499), tự Huyền Huy, thường được người đời gọi là Tiểu Tạ (so với Tạ Linh Vận). Ông từng nhậm chức Thái thú Tuyên Thành nhà Tề (Nam triều) nên còn được gọi là Tạ Tuyên Thành. Từ niên thiếu, ông đã có tài hoa xuất chúng, từng làm các chức văn học, công tào ở phủ Cánh Lăng Vương, là một trong "Cánh Lăng bát hữu", văn chương rất được hâm mộ. Ông và Thẩm Ước sáng lập ra thể thơ Vĩnh Minh, đánh dấu một giai đoạn quan trọng trên con đường phát triển thơ ca Trung Quốc từ "cổ thể" tự do đến "cận thể" có cách luật nghiêm chỉnh, trong đó các sáng tác của ông là nhiều nhất, hiện còn hơn hai trăm bài, đến đời Minh được người sau tập hợp lại thành Tạ Tuyên Thành tập. Ông có rất nhiều câu thơ hay được truyền tụng rộng rãi như: "Dư hà thành tán ỷ, Trừng giang tĩnh như luyện (Những đám ráng chiều sót lại thành những tấm là tản mát,Dòng sông trong vắt phẳng lặng như một dải lụa trắng) và "Thiên tế thức quy chu, Vân trung biện giang thụ" (Bên trời biết con thuyền đã trở về; Trong mây nhận rõ được những cái cây bên sông). Thơ của ông chính là mở đầu cho thơ ngũ ngôn, thất ngôn luật thi đời Đường sau này. Đến thời Đường, Lý Bạch, Đỗ Phủ đều có thơ ca ngợi Tạ Diểu, đánh giá cao thơ ca của ông. 
Cháu nội Tạ Linh Vận là Tạ Siêu Tông cũng nổi tiếng có văn tài, được vua rất ưa chuộng và từng ca ngợi: "Tạ Siêu Tông sừng lân lông phượng, đúng là Tạ Linh Vận tái thế". Tạ Siêu Tông không những giỏi thơ văn mà còn tiếp nối truyền thống uống rượu của họ Tạ. Ông từng giữ chức Hoàng môn lang thời Tề Cao Đế, nhưng do ông thường uống rượu ngay cả khi làm việc ở công đường nên bị điều đi làm chức Trung quân Tư mã cho Nam Quận vương. 
Các nhà khoa học và thiên văn học cũng tích cực hoạt động trong thời kỳ tương đối yên bình. Đạo Phật bắt đầu được hiểu rõ hơn và được tu luyện rộng rãi hơn trong thời kỳ này, và một số quan lại, chẳng hạn như Tạ Linh Vận, là các Phật tử.

## Chiến tranh với Bắc Ngụy
Xem chi tiết: Chiến tranh Lưu Tống - Bắc Ngụy
Nhà Lưu Tống thành lập bắt đầu thời kỳ lịch sử Nam bắc triều chong mặt nhau. Bắc Ngụy trong khi Lưu Tống mới thành lập đã phát động mấy cuộc tấn công nhưng Lưu Tống cũng nhiều lần xua quân bắc phạt, đôi bên đều có thắng, có thua.

### Lần thứ nhất
Năm 422 nhà Ngụy nhân cơ hội Tống Vũ Đế chết liền cho 10 vạn quân tấn công vào các thành Hứa Xương, Hổ Lao, Đông Dương. Sau hơn 200 ngày giao chiến, kết quả quân Tống thất bại, nhiều quân sĩ bị bắt làm tù binh, chỉ có hơn 200 quân chạy thoát. Bên Ngụy số lượng quân chết vì bệnh dịch cũng lên tới trên 2 vạn. Tháng 1 năm 423, quân Ngụy hạ được thành Kim Dung, Lạc Dương và Lâm Tri. Các thành của Tống chỉ có Đông Dương và Hổ Lao còn cầm cự.
Tướng Tống là Đàn Đạo Tế mang quân cứu ứng, thấy Đông Dương yếu hơn và gần hơn nên cứu trước. Quân Ngụy đúng lúc đó bị dịch bệnh nên thấy viện binh phải lui. Đàn Đạo Tế không được cấp nhiều lương nên phải dừng lại không truy kích được. Thành bị phá nặng nên tướng trấn thủ Đông Dương là Trúc Quỳ phải dời tới thành Bất Kỳ.
Hổ Lao ở xa, các cánh quân của Đạo Tế ở Hồ Lục, Lưu Túy ở Hạng Thành, Thẩm Thúc Ly ở Cao Kiều nhưng không dám tới cứu vì sợ thế lớn của Bắc Ngụy. Do không được cứu nên tới tháng 4 năm 424, thành bị hạ. Quân Ngụy tuy lấy được thành nhưng tổn thất khá nhiều.
Sau lần chiến tranh đó, Lưu Tống bị mất vùng đất từ Hồ Lục, Hạng Thành trở lên phía bắc.
Cuộc chiến Tống Ngụy lần thứ nhất kết thúc với kết cục quân Tống mất nhiều đất đai ở phía nam Hoàng Hà.

### Lần thứ hai
Trong thời gian trị vì của Tống Văn đế (423-453) thế nước cường thịnh nên nhà Lưu Tống mở các chiến dịch bắc phạt.
Nhân lúc Bắc Ngụy phải đối phó với Nhu Nhiên phía bắc, năm 429, Tống Văn Đế đòi Ngụy trả đất Hà Nam. Bắc Ngụy Thái Vũ Đế không chịu.
Năm 430, Tống Văn đế sai Đáo Ngạn Chi mang quân bắc phạt. Tháng 7 quân Tống tới Tu Xương. Quân Ngụy ở 4 thành Cao Ngao, Hoạt Đài, Hổ Lao và Kim Dung ít quân nên chủ động rút lui. Ngạn Chi thu 4 trấn rồi tiến đến bến Linh Xương và chia quân tiến sang Đồng Quan phía tây.
Tướng Thôi Hạo của Bắc Ngụy thấy quân Tống mắc sai lầm là chỉ có 5 vạn mà dàn ngang 2000 dặm đông tây, nên lực lượng rất yếu ớt. Tháng 10 cùng năm, Bắc Ngụy ra quân phản công, lấy lại được Lạc Dương và Hổ Lao.
Tháng 11, Tống Văn đế lại sai Đàn Đạo Tế đi tiếp ứng. Nhưng quân Đạo Tế chưa tới thì Ngạn Chi bị mất 2 thành đã hoảng sợ, hạ lệnh đốt thuyền, bỏ giáp nặng rút về Bành Thành. Quân Ngụy đuổi theo đến Lịch Thành, thái thú Tế Nam của Tống là Tiêu Thừa Chi chỉ có vài trăm quân nhưng dụng "không thành kế", cho mở toang cổng thành. Quân Ngụy sợ có phục binh không dám vào thành.
Tháng 2 năm 431, quân Ngụy giao tranh với Đàn Đạo Tế lên bắc cứu Hoạt Đài. Hai bên đánh nhau 30 trận, đều bị tổn thất nặng. Thúc Tôn Kiến bèn dùng kế đánh úp đường vận lương của quân Tống khiến Đạo Tế bị thiếu lương. Đạo Tế phải rút quân. Quân Ngụy truy kích bắt được Chu Tu Chi.
Cuộc bắc phạt của Tống Văn đế thất bại.

### Lần thứ ba
Chiến sự Tống - Ngụy tạm ngừng trong nhiều năm. Năm 450, Thái Vũ đế điều 10 vạn quân vây đánh Huyền Hồ. Tướng thủ thành quân Tống là Trần Hỷ chỉ có 1000 quân chống trả trong 42 ngày, quân Ngụy bị thiệt hại hơn 1 vạn nhưng không hạ được thành. Tuy vậy, các thành xung quanh đều sợ thế Ngụy và bỏ thành rút chạy.
Lưu Tống yếu thế hơn, nhưng Tống Văn Đế vẫn muốn ra quân. Để chuẩn bị cho cuộc tấn công lần thứ hai, Lưu Tống Văn Đế cho quân đồn trại và vận chuyển lương thảo đến các khu vực ven biên giới, sai các tướng do Vương Huyền Mô cầm đầu đem quân Bắc phạt. Thẩm Khánh Chi can ngăn:
"Giữ việc nước, cũng như lo việc nhà vậỵ Muốn bàn luận về việc cày ruộng thì phải bàn luận với 1 nông phu nhiều kinh nghiệm. Muốn bàn luận về việc canh cửi thì phải bàn luận với người đàn bà dệt vải. Nay Bệ hạ muốn mở chiến tranh với nước khác, mà lại để những người bạch diện thư sinh không một chút kinh nghiệm về quân sự đứng ra bàn luận, thì làm sao mà thành công được."
Tống Văn Đế không nghe, quyết tâm bắc phạt. Tháng 7 năm 450, quân Tống xuất phát. Phía đông, Vương Huyền Mô và Thẩm Khánh Chi cầm quân thủy; phía tây, hoàng tử Lưu Đãn cùng Liễu Nguyên Cảnh đánh chiếm Hoằng Nông.
- Chiến sự phía đông:

Tướng Ngụy ở các thành Cao Ngao, Nhạc An đều bỏ thành chạy. Huyền Mô đánh Hoạt Đài, 1 tháng không hạ được. Tháng 9, vua Ngụy đích thân nam tiến cứu Hoạt Đài, xưng là có trăm vạn quân. Vương Huyền Mô bỏ lỡ mấy cơ hội hạ thành, nghe tin đó hoảng sợ, rút quân. Quân Ngụy truy kích giết hơn vạn quân Tống.
Tổng chỉ huy Tiêu Bân nghe tin Huyền Mô thua trận, định đi cứu thì Mô đã chạy về đến nơi. Thấy quân Ngụy thế lớn, các tướng Tống phải bàn nhau rút về cố thủ ở Cao Ngao, Thanh Khẩu, Lịch Thành. Sau vì vị trí của Cao Ngao đặc biệt nên quân Tống phải bỏ Cao Ngao.
- Chiến sự phía tây:

Tướng Tống là Liễu Nguyên Cảnh cùng lão tướng Bàng Quý Minh tiến đánh Lư Thị rồi hạ được Hoằng Nông, tiến đánh Đồng Quan và Thiểm châu. Tướng Ngụy là Liên Đề không chống nổi, bị tử trận cùng 3000 quân. 2 vạn quân Ngụy bị bắt, được Nguyên Cảnh cho thả hết.
Thiểm Thành bị mất khiến Đồng Quan bị mất theo. Quân Tống uy hiếp phía tây dữ dội. Hào kiệt người Hán ở Quan Trung cũng như người Khương (1 trong Ngũ Hồ) hưởng ứng quy hàng. Cùng lúc đó, tướng Tống là Lưu Khang Tổ cũng hạ được Trương Xã rồi tiến đánh Hổ Lao.
Nhưng lúc đó tin bại trận của Vương Huyền Mô phía đông báo về Kiến Khang. Tống Văn đế lại cho rằng cánh này bị thua nặng thì phía tây cũng không nên đơn độc vào sâu đất địch nên hạ lệnh lui quân. Các tướng Tống đành rút về Tương Dương. Phía tây của Bắc Ngụy qua được nguy hiểm.

### Lần thứ tư
Thái Vũ đế thấy quân Tống rút lui bèn khởi đại quân nam tiến. Tướng Ngụy là Thác Bạt Nhân đánh Thọ Dương, hạ Huyền Hồ và Hạng Thành. Tống Văn đế điều Lưu Khang Tổ cứu Thọ Dương. Quân Tống chỉ có 8000, gặp 8 vạn quân Ngụy ở Úy Vũ. Chiếm ưu thế quân số, Thác Bạt Nhân tiêu diệt toàn bộ cánh quân này, giết chết Khang Tổ.
Tướng giữ Thọ Dương của Tống là hoàng tử Lưu Thước cố thủ không đánh, quân Ngụy không hạ được.
Thái Vũ đế đích thân cầm quân chủ lực đánh Bành Thành. Các hoàng tử Lưu Nghĩa Cung (em Tống Văn đế) và Lưu Tuấn (con Văn đế) cố thủ không ra, quân Ngụy không hạ được. Tháng 12 năm 450, Tống Văn đế sai Tang Chất đi cứu Bành Thành. Chất chỉ có 1 vạn quân, gặp đại quân Ngụy, bị giết gần hết, chỉ còn 800 quân chạy vào Vu Thai.
Ngụy Thái Vũ đế cho 1 cánh quân nhỏ vây Vu Thai mà cất đại quân nam tiến tiếp. Rằm tháng chạp, quân Ngụy tới Qua Bộ, ông ra lệnh phá nhà dân làm bè, phao tin quân Ngụy muốn vượt Trường Giang vào Kiến Khang. Kinh thành nhà Tống rơi vào tình trạng khẩn cấp, phải điều động cả con em vương công ra trận. Nhưng đến ngày 2 tháng giêng năm 451, Thái Vũ đế hạ lệnh lui quân, chỉ bắt theo dân Tống mang về.
Ngụy Thái Vũ đế quay trở lại Vu Thai, đòi tướng Tống là Tạng Chất dâng rượu. Chất sai mang bình nước tiểu cho vua Ngụy. Thái Vũ đế nổi giận hạ lệnh đánh thành, không tiếc mạng quân sĩ cố đánh cho được. Sau đó vua Ngụy lại gửi thư hăm dọa Tạng Chất. Chất cũng cứng cỏi, gửi thư mắng lại, lại chép giải thưởng của triều đình Lưu Tống vào thư: 
"Ai chém được Phật Ly (tức là Thái Vũ đế), phong hầu vạn hộ, thưởng 1 vạn tấm vải!"
Thác Bạt Đào càng tức giận, thúc quân đánh rát, nhưng hơn 1 tháng quân Ngụy hao tổn nhiều vẫn không hạ được thành. Lúc đó Bành Thành vẫn trong tay quân Tống, Thái Vũ đế sợ quân địch hợp 2 mặt đánh lại nên đành giải vây Vu Thai, rút về bắc.
Lúc quân Ngụy rút về qua Bành Thành, hoàng thân Lưu Nghĩa Cung không dám ra đánh. Sau đó vua Tống phát lệnh truy kích tới, quân Ngụy bèn giết hơn 1 vạn dân Tống bắt theo về vì họ đi chậm rồi toàn quân rút mau.
Chiến tranh Tống - Ngụy kết thúc năm 451. Cả hai bên đều bị thiệt hại nặng nề.

### Hậu quả với Lưu Tống
Sau trận chiến này sức mạnh của quân Tống suy giảm hẳn, tuy nhiên Bắc Ngụy cũng tổn thất quá nửa binh lực. Từ đó hai bên giữ chặt biên giới dọc theo sông Trường Giang. 
Ghi lại cuộc chiến này trong Tư trị thông giám, sử gia Tư Mã Quang viết:
"Quân đội nước Ngụy đã tàn phá các châu Nam Duyện, Từ, Bắc Duyện, Dự, Thanh, Tế. Quân Tống chết và bị thương vô số. Khi quân Ngụy bắt được tù binh, họ nhanh chóng xử tử luôn. Số trẻ em bị đâm ngang người bằng giáo, tai bị cắt xỏ thành từng dây để làm trò giải trí. Những vùng quân Ngụy đi qua bị đốt phá tan hoang đến nỗi cỏ cũng không mọc được. Đến mùa xuân khi chim sẻ quay trở lại, chúng không tìm được chỗ nào để xây tổ và phải bay vào rừng."
Nhận định về thất bại quân sự của Tống Văn Đế, Tư Mã Quang viết:
"Mỗi lần hoàng đế Văn đế cử tướng lĩnh cầm quân, các tướng lĩnh phải tuân theo kế hoạch của hoàng đế, thậm chí ngày mở chiến dịch cũng phải xin hoàng đế phê chuẩn, và họ chẳng được tự quyết định việc gì cả. Hơn nữa các đội quân dự bị không được huấn luyện kỹ càng, chẳng có kỷ luật, quân lính tiến bừa lên khi thắng trận và chạy tán loạn khi thất bại. Đó là hai lý do khiến Văn đế thất bại, nhà nước suy thoái, kỷ nguyên Nguyên gia kết thúc."
Một sử gia khác Thẩm Ước đã cho rằng Văn đế xây dựng quân đội theo cách thức của Quang Vũ đế thời Đông Hán, nhưng Văn đế khác Quang Vũ đế ở chỗ thiếu năng lực lãnh đạo quân sự và đích thân soạn thảo các kế hoạch quân sự.
Năm 452, sau khi nhận được tin Thái Vũ đế  nhà Bắc Ngụy bị quyền thần Tông Ái giết, Văn đế lại chuẩn bị đánh miền bắc, giao cho tướng Tiêu Hi Hoa cầm quân. Nhưng sau khi cánh quân do Trương Dung chỉ huy bị thất bại tại Kiều Áo, Văn đế từ bỏ chiến dịch.

## Chinh phạt nước Lâm Ấp
Năm 436, Tống Văn Đế sai Thứ sử Giao Châu Đàn Hòa Chi và Tông Xác (người quận Nam Dương) cùng Túc Canh Hiến làm phó tướng đem binh sang đánh Lâm Ấp. Vua Lâm Ấp là Phạm Dương Mại đem quân ra chống cự. Đàn Hòa Chi và Tông Xác tiến quân chém được tướng, phá được thành, quân Lâm Ấp tan vỡ, Phạm Dương Mại cùng với con chạy thoát được. Đàn Hòa Chi vào đất Lâm Ấp lấy được vàng bạc châu báu rất nhiều rồi rút về.

## Tàn sát trong nội tộc
Nhà Lưu Tống sau thời hưng thịnh đã rơi vào tình trạng bất ổn và cuối cùng bị tiêu vong. Một loạt các hoàng đế thiếu năng lực hoặc là các bạo chúa, điều đó đã dẫn tới nhiều cuộc nổi dậy quân sự. Trong số các vị hoàng đế đó có thể kể tới Lưu Thiệu, Tống Hiếu Vũ Đế, Tống Tiền Phế Đế, Tống Minh Đế và Tống Hậu Phế Đế. Vua Minh Đế là đặc biệt tàn bạo, đã giết hại một lượng lớn những người anh em, cháu chắt và các họ hàng gần xa khác - nhiều trong số đó chỉ là trẻ em. Tống Minh Đế đã giết 4 người em trai, 16 người con trai của Hiếu Vũ Đế. Sự thanh trừng tàn khốc diễn ra dưới các đời vua kế tiếp. 

### Lưu Thiệu giết Tống Văn đế
Tống Văn Đế có 19 người con, lập con trưởng Lưu Thiệu làm Thái tử. Lưu Thiệu thân thiết với người em là Hoàng tử thứ 4 Lưu Tuấn và cả hai người đều tin theo bà đồng Nghiêm Đạo Dục. Nghe theo bà đồng, Lưu Thiệu làm phép bùa yểm để cha mau chết.
Năm 452, việc làm của thái tử Thiệu bị phát giác. Tuy nhiên Văn Đế chỉ mắng hai người con và sai truy tìm bà đồng. Sang tháng giêng năm 453, vẫn có tin tâu báo Nghiêm Đạo Dục còn trong phủ Lưu Thiệu. Văn Đế giận dữ, biết hai người không hối cải, bèn quyết định phế Thái tử Thiệu và hoàng tử Tuấn.
Văn đế mật họp các đại thần Từ Trạm Chi, Giang Trạm, Vương Tăng Xước lại bàn nhưng không quyết đoán lập ai làm thái tử. Vì Từ và Giang đều là quốc thích (có người nhà lấy người hoàng tộc) và đều có ý riêng; Vương Tăng Xước biết hoàn cảnh như vậy, khuyên Văn Đế gấp rút thay Thái tử nhưng thấy vua chần chừ thì sợ việc đổi thái tử không thành mà dễ lộ ra (vì 2 người bàn cùng đều thân hoàng tộc) sẽ bị liên lụy, nên ngầm sai người tiết lộ với Phan Thục phi là mẹ hoàng tử Tuấn. Tuấn vội báo cho Thiệu việc hoán ngôi thái tử.
Thái tử Thiệu sợ hãi, cấp tốc làm binh biến. Rạng sáng 21 tháng 2 năm 453, Thiệu tập hợp 2000 quân dưới quyền tiến vào Đài Thành, dùng chiếu thư giả lừa quân canh cửa mở cửa thành xông vào. Thủ hạ của Thiệu là Trương Siêu Chi sấn vào cung cấm. Tống Văn Đế trong cơn khủng hoảng bèn lấy bàn làm vật đỡ, liền bị chặt đứt cả bàn tay, sau đó bị giết. Từ Trạm Chi và Giang Trạm ngồi họp cùng Văn Đế đến sáng chưa kịp về, cũng bị giết.
Lưu Thiệu tự lập làm hoàng đế, tuy nhiên về sau chính sử Trung Quốc đều gọi niên hiệu của Lưu Thiệu là Nguyên Hung, có nghĩa là giết vua. Ban đầu không biết Vương Tăng Xước giục Văn Đế sớm quyết việc thay thái tử nên Thiệu phong Xước làm Thượng thư Bộ Lại, nhưng sau phát giác bèn giết nốt Xước.

### Hiếu Vũ đế
Một người con khác của Văn Đế cũng mang tên Lưu Tuấn là Vũ Lăng Vương Lưu Tuấn đang cùng Thẩm Khánh Chi đi dẹp quân khởi nghĩa, biết tin chính biến, bèn mang quân về hỏi tội Thiệu.
Tháng 3 năm 453, Lưu Thiệu cho rằng Thẩm Khánh Chi theo mình nên viết thư dụ. Không ngờ Khánh Chi mang thư của Thiệu vào báo với Vũ Lăng Vương Lưu Tuấn và đề nghị gấp rút tiến quân. 
Được tin Vũ Lăng Vương dấy binh, các trấn đều hưởng ứng. Tháng 4 năm 453, Vũ Lăng Vương Tuấn tự lập làm Hoàng đế, tức Hiếu Vũ Đế. Tháng 5 năm đó quân Hiếu Vũ Đế hạ Đài Thành, giết chết Lưu Thiệu. Tứ Hoàng tử Lưu Tuấn (người đồng mưu giết Văn Đế) chạy trốn cũng bị giết nốt. 
Hiếu Vũ Đế vào cung, giết chết hết gia quyến Lưu Thiệu và Hoàng tử Lưu Tuấn.
Không lâu sau, Hiếu Vũ Đế lại sai người đầu độc giết một người em là Nam Bình vương Lưu Thước vì đã được Lưu Thiệu tin tưởng.
Năm 454, chú Hiếu Vũ đế là Thứ sử Kinh Châu - Nam Quận vương Lưu Nghĩa Tuyên nghe theo lời Thứ sử Ung Châu Tạng Chất, bèn dấy binh tranh ngôi. Thanh thế Nghĩa Tuyên rất lớn. Hiếu Vũ Đế sợ hãi, toan đầu hàng để nhường lại ngôi, nhưng em là Tùy vương Lưu Đãn cương quyết phản đối, bèn sai Vương Huyền Mô, Thẩm Khánh Chi mang quân đi dẹp. Hai cánh quân Triều đình nhanh chóng đánh bại và giết chết Nghĩa Tuyên và Tang Chất. Hiếu Vũ Đế sai xử tử 16 người con Nghĩa Tuyên cùng tướng giữ Vu Thai là Thẩm Phác vì đã từng phục tùng Lưu Thiệu. Tùy vương Lưu Đãn được đổi vương tước Cánh Lăng vương.
Năm 455, một người em khác của Hiếu Vũ đế là Vũ Xương vương Lưu Hồn mới 17 tuổi tự lập làm Sở Vương, đặt niên hiệu và trăm quan. Lưu Hồn vốn là người ham chơi và hay giết người. Thủ hạ của Hồn tố giác, Hiếu Vũ Đế điều quân trấn áp, phế làm thứ dân và giết chết.
Năm 459, Cánh Lăng vương Lưu Đãn từng giúp Hiếu Vũ Đế dẹp Nghĩa Tuyên, thấy anh mình nhu nhược, cũng định cướp ngôi. Đãn trấn thủ Quảng Lăng, ngầm chiêu binh làm phản. Việc bị phát giác, Hiếu Vũ Đế sai Thẩm Khánh Chi đi đánh. Đãn cố thủ trong thành, sau bị Khánh Chi phá thành giết chết. Hiếu Vũ Đế giận dân Quảng Lăng chống cự lâu ngày nên khi hạ được thành bèn ra lệnh tàn sát cả thành. Thẩm Khánh Chi phải đứng ra xin cho những người cao không đầy 5 thước được miễn chết nên dân Quảng Lăng mới được sống sốt một số. Phụ nữ trong thành được mang thưởng cho quân sĩ. Sau đó Hiếu Vũ Đế còn ra lệnh chất đầu người chết ở phía nam thành.
Hiếu Vũ Đế ghét Thứ sử Dương châu là Ngạn Thoan, bèn vu cho tội câu kết với Lưu Đãn, bức phải tự sát rồi đày cả nhà xuống Giao Châu, giữa đường giết hết nam giới trong đoàn đi đày.
Năm 461, một người em khác là Thứ sử Ung châu - Hải Lăng vương Lưu Hưu Mậu mới 17 tuổi cũng làm phản nhưng bị Tham quân Doãn Huyền Khánh nhanh chóng dẹp được và giết chết.
Nhằm phòng ngừa các thế lực quân sự địa phương, Hiếu Vũ Đế phân chia lại địa giới một số châu nhất là các châu Kinh, Dương, Giang. Đông Dương Châu tách ra từ Dương Châu, Hình Châu thành lập từ địa phận Giang Châu và Kinh Châu. Tại các châu, giữa Thứ sử và triều đình có chức quan Điển thiên, nhằm làm tai mắt cho Nhà vua giám sát châu quận, có vai trò ngày càng lớn.

### Tiền Phế Đế
Hiếu Vũ Đế chết năm 464 lúc mới 35 tuổi. Con trưởng của ông là Lưu Tử Nghiệp (449 – 465) tức vị Hoàng đế. Tử Nghiệp mới lên 16 tuổi đã hoang chơi tàn phá, như lời chiếu lên ngôi của Tống Minh Đế mô tả: "Tử Nghiệp hung ác điêu ngoa, chống lại tính trời, mặt người lòng thú, lúc mới 8 tuổi mà đã phản đạo bại đức, từ những năm này, xâm vũ ngũ thường, bỏ trệ tam chính".
Việc đầu tiên Lưu Tử Nghiệp làm khi cai trị là giết 3 trọng thần Hoàng thúc Giang Hạ vương Lưu Nghĩa Cung, Thượng thư Liễu Nguyên Cảnh, Thượng thư Tả bộc xạ Nhan Sư Bá.
Lưu Nghĩa Cung mưu cùng Nhan Sư Bá và Liễu Nguyên Cảnh lật đổ Tử Nghiệp. Nghĩa Cung muốn lôi kéo Thẩm Khánh Chi, nhưng Nguyên Cảnh lại khinh Khánh Chi vũ phu, không nên dùng. Khánh Chi biết chuyện, nổi giận, bèn phát giác việc mưu phản. Tiền Phế Đế nhanh chóng điều cấm quân bắt được 3 người. Sau đó Tiền Phế Đế đích thân đến hành hình Nghĩa Cung, sai chặt hết chân tay, móc mắt ngâm mật rồi mới phanh bụng. Cả nhà Nghĩa Cung cùng họ Liễu, họ Nhan bị xử tử.
Việc mưu phản của Lưu Nghĩa Cung khiến Tử Nghiệp lo lắng những người trong hoàng tộc sẽ đe dọa đến ngôi báu. Vì thế Tử Nghiệp quyết định chuyển toàn bộ tông thất vào ở trong cung. Chẳng cần lý do gì Tử Nghiệp cũng ra lệnh đánh đập những người họ hàng của mình. Thậm chí, có lúc cao hứng còn biến các vương gia thành những chiếc giẻ lau, buộc dây thừng vào rồi kéo trên nền đất.
Thẩm Khánh Chi tuy có công dẹp loạn nhiều lần, nhưng vì can thẳng Lưu Tử Nghiệp không nên làm điều ác nên cũng bị Tử Nghiệp sai người giết chết (năm 465).
Tử Nghiệp ghét em là Tử Loan mới lên 10 tuổi, vì Loan được cha yêu, nên hạ lệnh giết Loan. Các em cùng mẹ của Loan còn rất nhỏ cũng bị giết cùng.
Chú Tiền Phế Đế là Nghi Dương vương Lưu Sưởng làm Thứ sử Từ Châu lo lắng cho tính mạng của mình, vì thủ hạ ở Bành Thành lại không đồng lòng, bèn trốn sang hàng Bắc Ngụy. Những người chú khác có chút tài năng cũng bị Tử Nghiệp ngược đãi: Tương Đông vương Lưu Úc bị đổi thành Trư vương (Vương lợn), Kiến An vương Lưu Hưu Nhân bị đổi thành Tử vương (Vương chết), Sơn Dương vương Lưu Hưu Hựu bị đổi thành Tặc vương (Vương giặc), Đông Hải vương Lưu Huy bị đổi thành Lư vương (Vương lừa); tất cả bị nhốt vào lồng tre.
Tử Nghiệp là người hoang dâm, trụy lạc và bệnh hoạn, từng thông dâm với chị là Công chúa Sơn Âm Lưu Sở Ngọc, tuy xinh đẹp nhưng cũng dâm loạn vô độ. Khi người anh rể biết chuyện, tìm cách giết người em lẫn cô vợ, Lưu Tử Nghiệp liền hợp mưu với Sở Ngọc giết hại luôn người anh rể của mình. Sở Ngọc còn đòi Tử Nghiệp cấp cho hơn 30 người đàn ông tuấn tú khỏe mạnh để luân phiên hành lạc. Sau đó Tử Nghiệp lại lấy một người cô ruột là công chúa Tân Thái (con gái Văn Đế, em Hiếu Vũ Đế) đã được gả cho tướng Hà Mại, mang vào cung và đổi gọi là Tạ Phi. Hà Mại biết chuyện, muốn dấy binh làm phản để lập Tấn An vương Lưu Tử Huân mới lên 10 tuổi làm vua nhưng bị lộ nên bị giết chết. Tương truyền, Tử Nghiệp còn mắc chứng thị dâm, ra lệnh bắt các vương phi, công chúa ra đứng đầy sân rồi cho đám nô bộc ra hành dâm với họ, còn vua đứng xem để lấy hứng. Tử Nghiệp còn bắt các cung nữ khỏa thân chạy khắp sân để xem, rồi giết khi cô gái đã kiệt sức.
Lưu Tử Nghiệp tàn bạo và dâm loạn nên hay nằm mơ. Một lần, nằm mơ thấy có cung nữ muốn giết mình. Sáng hôm sau hỏi một bà đồng, bà đồng này nói rằng trong hoàng cung có "quỷ". Lưu Tử Nghiệp nghe vậy vô cùng sợ hãi nên sau đó thường hay cầm cung tên đi khắp nơi trong cung để bắn "quỷ". 
Trong khi những biến cố này xảy ra ở Kiến Khang, một cuộc vận động đang thành hình chung quanh Tân An Vương Lưu Tử Huân, người con thứ ba của Hiếu Vũ Đế, nhằm phế Lưu Tử Nghiệp và lập Huân làm Hoàng đế tại Tầm Dương dưới sự lãnh đạo của Đặng Uyển. Nhưng trước khi Huân hành động, Lưu Tử Nghiệp đã bị giết và Lưu Úc lên ngôi. Lưu Úc phong cho Huân làm Xa kỵ tướng quân. Năm 466 xảy ra vụ khởi hấn Nghĩa Gia giành ngôi giữa Lưu Tử Huân và Lưu Úc. Lưu Tử Huân đã lên ngôi đặt niên hiệu Nghĩa Gia sau khi nhận được lời hứa ủng hộ của phần lớn các châu quận, nhưng quân Đặng Uyển thất bại, Lưu Tử Huân bị tướng Thẩm Du Chi giết lúc mới 11 tuổi. 
Khi Giang Châu mới khởi binh thì trong cung đã có biến. Thủ hạ của Trư vương Lưu Úc đang bị giam là Nguyên Tế Phu đồng mưu với người coi việc ăn mặc của vua là Thọ Thúc Chi, nhân lúc Tiền Phế Đế đang đi khắp nơi trong cung để "bắn quỷ", bèn xông vào cung giết chết. Lưu Úc được cứu thoát ra ngoài, lên ngôi Hoàng đế, tức Lưu Tống Minh Đế.

### Minh Đế
Tháng 12 năm 465, Minh Đế lên ngôi, phong Tấn An vương Lưu Tử Huân làm Xa Kỵ tướng quân, nhưng thủ hạ của Tử Huân là Đặng Uyển không chịu thu binh. Các hoàng tử như Lưu Tử Phòng ở Cối Kê, Lưu Tử Húc ở Kinh châu hưởng ứng. Ngoài ra còn các trấn Thanh châu, Từ châu, Ký châu cũng ủng hộ.
Tuy nhiên, lực lượng của Tử Huân nhanh chóng bị dẹp. Tháng 3 năm 466, Ngô Hỷ dẹp được Cối Kê và Ngô Quận. Tháng 8, tướng Thẩm Du Chi tiến vào Tầm Dương, giết chết Tử Huân. Thủ hạ của Tử Huân là Đặng Uyển bị bộ tướng giết.
Năm 471, Minh Đế ốm nặng. Thấy Thái tử nhỏ tuổi, sợ bị bị các em cướp ngôi, bèn giết chết các em là Hưu Hựu, Hưu Nhân (Tặc vương và Tử vương thời Tiền Phế Đế), Thứ sử Kinh châu là Bá Lăng Vương Hưu Nhược. Riêng Thứ sử Giang châu là Quế Dương vương Lưu Hưu Phạm vì dốt nát nên được tha chết. Tướng Ngô Hỷ cũng bị bức tử, tội trạng được ghi trong chiếu là: "Quá được lòng người, há có thể thờ vị chúa giữ văn".
Đầu năm 472, Minh Đế sắp mất, sợ anh hoàng hậu là tướng quân Vương Cảnh Văn sẽ chuyên quyền, bèn triệu đến bắt uống thuốc độc chết trước.

## Diệt vong
Tháng 4 năm 472, Minh Đế chết, con là Lưu Dục mới 10 tuổi lên ngôi, tức Hậu Phế Đế. 
Biến loạn trong nội tộc nhà Lưu Tống vẫn không dứt. Năm 474, chú Hậu Phế Đế là Thứ sử Giang Châu - Quế Dương Vương Lưu Hưu Phạm (em Minh Đế) vốn tài năng kém cỏi nên được Minh Đế tha chết, tức giận vì không được làm quan nhiếp chính nên nổi loạn tiến quân về Kiến Khang. 
Tại Kiến Khang, người nắm quyền quân sự là Tây Dương hầu Tiêu Đạo Thành (427 - 482), nguyên Thứ sử Nam Duyện Châu, dòng dõi Tể tướng Tiêu Hà nhà Tây Hán. Tiêu Đạo Thành đã tham gia trấn áp cuộc nổi dậy của Thái thú Cối Kê, Tầm Dương vương Lưu Tử Phương. Tiêu Đạo Thành phái các tướng Hoàng Hồi và Trương Kính Nhi trá hàng Lưu Hưu Phạm và thừa cơ giết chết Lưu Hưu Phạm, lực lượng của Lưu Hưu Phạm tan rã.
Năm 476, cháu nội Văn Đế là Thứ sử Nam Từ Châu, Kiến Bình vương Lưu Cảnh Tố lại làm phản nhưng cũng nhanh chóng bị dẹp. Hai người em họ Cảnh Tố, con trai Lưu Hưu Nhân (Tặc Vương) là Lưu Bá Hiến và Lưu Bá Dung, vì lớn tuổi nhất trong các anh em họ của vua, nên cũng bị nghi là đồng mưu và bị giết.
Hậu Phế Đế hiếu sát, thích đeo đoản đao bên người, thích đi đêm hễ gặp chó, lừa, ngựa là giết. Thái hậu can ngăn, Lưu Dục bèn sai quan Thái y nấu thuốc độc định giết mẹ, vì có người can ngăn nên mới thôi.
Tháng 6 năm 477, Lưu Dục vào trong trại quân, thấy Tiêu Đạo Thành cởi trần nằm ngủ, bèn vẽ vòng tròn lên bụng Đạo Thành làm bia, định lấy cung bắn vào bụng Đạo Thành. Vương Đạo Ân muốn cứu Đạo Thành, bèn can rằng nếu bắn chết ngay thì không bắn được nhiều lần, nên dùng cung cùn (tên bẻ đầu) mà bắn cho lâu. Hậu Phế Đế nghe theo, nên Đạo Thành thoát chết.
Tiêu Đạo Thành căm ghét Lưu Dục, bèn mưu cùng người hầu của Dục là Dương Ngọc Phu làm binh biến. Tháng 7 năm 477, Ngọc Phu nhân lúc Dục ngủ say bèn đâm chết.
Tiêu Đạo Thành lập em Dục là An Thành Vương Lưu Chuẩn mới lên 9 tuổi lên ngôi, tức Lưu Tống Thuận Đế. Tống Thuận Đế phong cho Tiêu Đạo Thành tước Tề Công, sau đó là Tề Vương, gia phong Cửu tích. Được 2 năm sau (479), Tiêu Đạo Thành phế Lưu Chuẩn tự làm vua, lập ra nhà Tề, tức là nhà Nam Tề thời Nam Bắc triều. 
Nhà Lưu Tống diệt vong, tồn tại được 59 năm, tổng cộng có 8 vua (có 9 vua nếu tính cả Lưu Thiệu chỉ làm vua được thời gian ngắn rồi bị giết).
Cũng giống như triều đại cùng thời là Bắc Ngụy, nhà Lưu Tống chính là một trong các triều đại Trung Quốc xảy ra nhiều biến động và đau thương nhất trong cung đình: 
- Triều đại này có tới 7/9 ông vua yểu mệnh (qua đời khi chưa đầy 35 tuổi) và nhiều người bị sát hại (6/9 vua). Trung bình mỗi vua chỉ cai trị được 6 năm rưỡi.
- Điều đáng chú ý là triều Lưu Tống có 1 vị vua bị chính con ruột sát hại (Lưu Tống Văn Đế bị giết bởi thái tử Lưu Thiệu).
- Triều Lưu Tống có tiếng xấu là loạn luân, đã xảy ra 1 vụ kết hôn loạn luân và bị nghi là đã xảy ra 3 vụ loạn luân khác: Lưu Tống Hiếu Vũ Đế bị nghi loạn luân với mẹ ruột là thái hậu Lộ Huệ Nam rồi sau đó lại bị nghi là đã loạn luân với tất cả những người con gái của người chú Lưu Nghĩa Tuyên (tức loạn luân giữa anh em họ), Lưu Tống Tiền Phế Đế bị nghi loạn luân với chị gái ruột là công chúa Lưu Sở Ngọc và sau đó kết hôn loạn luân với cô ruột là công chúa Lưu Anh Mị (劉英媚). Lưu Tống Hiếu Vũ Đế lại cũng chính là cha của Lưu Tống Tiền Phế Đế, để lại ô danh "2 cha con đều dâm loạn, hành vi không bằng súc sinh".

## Các hoàng đế
| Thụy hiệu                                           | Miếu hiệu                            | Tên                     | Trị vì  | Niên hiệu                                        |
| --------------------------------------------------- | ------------------------------------ | ----------------------- | ------- | ------------------------------------------------ |
| Võ Đế (武帝)                                        | Cao Tổ (高祖)                        | Lưu Dụ (劉裕)           | 420-422 | Vĩnh Sơ (永初) 420-422                           |
| Thiếu Đế (少帝)                                     |                                      | Lưu Nghĩa Phù (劉義符)  | 423-424 | Cảnh Bình (景平) 423-424                         |
| Văn Đế (文帝)                                       | Thái Tổ (太祖) hay Trung Tông (中宗) | Lưu Nghĩa Long (劉義隆) | 424-453 | Nguyên Gia (元嘉) 424-453                        |
| Nguyên Hung (元凶)                                  |                                      | Lưu Thiệu (劉劭)        | 453     | Thái Sơ (太初) 453                               |
| Hiếu Vũ Đế (孝武帝)                                 | Thế Tổ (世祖)                        | Lưu Tuấn (劉駿)         | 453-464 | Hiếu Kiến (孝建) 454-456 Đại Minh (大明) 457-464 |
| Tiền Phế Đế ((前)廢帝)                              |                                      | Lưu Tử Nghiệp (劉子業)  | 465     | Vĩnh Quang (永光) 465 Cảnh Hòa (景和) 465        |
| Minh Đế (明帝)                                      | Thái Tông (太宗)                     | Lưu Úc (劉彧)           | 465-472 | Thái Thủy (泰始) 465-471 Thái Dự (泰豫) 472      |
| Hậu Phế Đế ((後)廢帝) hay Thương Ngô Vương (蒼梧王) |                                      | Lưu Dục (劉昱)          | 473-477 | Nguyên Huy (元徽) 473-477                        |
| Thuận Đế (順帝)                                     |                                      | Lưu Chuẩn (劉準)        | 477-479 | Thăng Minh (昇明) 477-479                        |

## Thế phả nhà Tống
|                                             |                                             |                                             |                                             |                                             |                                             |  |  |                                          |                                          |                                          |                                          |                                          |                                          |  |  | 1Tống Vũ Đế Lưu Dụ 363-420-422          |                                         |                                         |                                         |                                         |                                         |  |  |                                      |                                      |                                      |                                      |                                      |                                      |  |  |                                      |                                      |                                      |                                      |                                      |                                      |  |  |  |  |  |  |  |  |  |  |  |  |  |  |  |  |  |  |  |  |  |  |  |  |
|                                             |                                             |                                             |                                             |                                             |                                             |  |  |                                          |                                          |                                          |                                          |                                          |                                          |  |  |                                         |                                         |                                         |                                         |                                         |                                         |  |  |                                      |                                      |                                      |                                      |                                      |                                      |  |  |                                      |                                      |                                      |                                      |                                      |                                      |  |  |  |  |  |  |  |  |  |  |  |  |  |  |  |  |  |  |  |  |  |  |  |  |
|                                             |                                             |                                             |                                             |                                             |                                             |  |  |                                          |                                          |                                          |                                          |                                          |                                          |  |  |                                         |                                         |                                         |                                         |                                         |                                         |  |  |                                      |                                      |                                      |                                      |                                      |                                      |  |  |                                      |                                      |                                      |                                      |                                      |                                      |  |  |  |  |  |  |  |  |  |  |  |  |  |  |  |  |  |  |  |  |  |  |  |  |
|                                             |                                             |                                             |                                             |                                             |                                             |  |  | 2Tống Thiếu Đế Lưu Nghĩa Phù 406-423-424 | 2Tống Thiếu Đế Lưu Nghĩa Phù 406-423-424 | 2Tống Thiếu Đế Lưu Nghĩa Phù 406-423-424 | 2Tống Thiếu Đế Lưu Nghĩa Phù 406-423-424 | 2Tống Thiếu Đế Lưu Nghĩa Phù 406-423-424 | 2Tống Thiếu Đế Lưu Nghĩa Phù 406-423-424 |  |  | 3Tống Văn Đế Lưu Nghĩa Long 407-424-453 | 3Tống Văn Đế Lưu Nghĩa Long 407-424-453 | 3Tống Văn Đế Lưu Nghĩa Long 407-424-453 | 3Tống Văn Đế Lưu Nghĩa Long 407-424-453 | 3Tống Văn Đế Lưu Nghĩa Long 407-424-453 | 3Tống Văn Đế Lưu Nghĩa Long 407-424-453 |  |  |                                      |                                      |                                      |                                      |                                      |                                      |  |  |                                      |                                      |                                      |                                      |                                      |                                      |  |  |  |  |  |  |  |  |  |  |  |  |  |  |  |  |  |  |  |  |  |  |  |  |
|                                             |                                             |                                             |                                             |                                             |                                             |  |  | 2Tống Thiếu Đế Lưu Nghĩa Phù 406-423-424 | 2Tống Thiếu Đế Lưu Nghĩa Phù 406-423-424 | 2Tống Thiếu Đế Lưu Nghĩa Phù 406-423-424 | 2Tống Thiếu Đế Lưu Nghĩa Phù 406-423-424 | 2Tống Thiếu Đế Lưu Nghĩa Phù 406-423-424 | 2Tống Thiếu Đế Lưu Nghĩa Phù 406-423-424 |  |  | 3Tống Văn Đế Lưu Nghĩa Long 407-424-453 | 3Tống Văn Đế Lưu Nghĩa Long 407-424-453 | 3Tống Văn Đế Lưu Nghĩa Long 407-424-453 | 3Tống Văn Đế Lưu Nghĩa Long 407-424-453 | 3Tống Văn Đế Lưu Nghĩa Long 407-424-453 | 3Tống Văn Đế Lưu Nghĩa Long 407-424-453 |  |  |                                      |                                      |                                      |                                      |                                      |                                      |  |  |                                      |                                      |                                      |                                      |                                      |                                      |  |  |  |  |  |  |  |  |  |  |  |  |  |  |  |  |  |  |  |  |  |  |  |  |
|                                             |                                             |                                             |                                             |                                             |                                             |  |  |                                          |                                          |                                          |                                          |                                          |                                          |  |  |                                         |                                         |                                         |                                         |                                         |                                         |  |  |                                      |                                      |                                      |                                      |                                      |                                      |  |  |                                      |                                      |                                      |                                      |                                      |                                      |  |  |  |  |  |  |  |  |  |  |  |  |  |  |  |  |  |  |  |  |  |  |  |  |
| Lưu Thiệu 426-453                           | Lưu Thiệu 426-453                           | Lưu Thiệu 426-453                           | Lưu Thiệu 426-453                           | Lưu Thiệu 426-453                           | Lưu Thiệu 426-453                           |  |  | 4Tống Hiếu Vũ Đế Lưu Tuấn 430-453-464    | 4Tống Hiếu Vũ Đế Lưu Tuấn 430-453-464    | 4Tống Hiếu Vũ Đế Lưu Tuấn 430-453-464    | 4Tống Hiếu Vũ Đế Lưu Tuấn 430-453-464    | 4Tống Hiếu Vũ Đế Lưu Tuấn 430-453-464    | 4Tống Hiếu Vũ Đế Lưu Tuấn 430-453-464    |  |  |                                         |                                         |                                         |                                         |                                         |                                         |  |  | 6Tống Minh Đế Lưu Úc 439-465-472     | 6Tống Minh Đế Lưu Úc 439-465-472     | 6Tống Minh Đế Lưu Úc 439-465-472     | 6Tống Minh Đế Lưu Úc 439-465-472     | 6Tống Minh Đế Lưu Úc 439-465-472     | 6Tống Minh Đế Lưu Úc 439-465-472     |  |  | Quế Dương Vương Lưu Hưu Phạm         | Quế Dương Vương Lưu Hưu Phạm         | Quế Dương Vương Lưu Hưu Phạm         | Quế Dương Vương Lưu Hưu Phạm         | Quế Dương Vương Lưu Hưu Phạm         | Quế Dương Vương Lưu Hưu Phạm         |  |  |  |  |  |  |  |  |  |  |  |  |  |  |  |  |  |  |  |  |  |  |  |  |
| Lưu Thiệu 426-453                           | Lưu Thiệu 426-453                           | Lưu Thiệu 426-453                           | Lưu Thiệu 426-453                           | Lưu Thiệu 426-453                           | Lưu Thiệu 426-453                           |  |  | 4Tống Hiếu Vũ Đế Lưu Tuấn 430-453-464    | 4Tống Hiếu Vũ Đế Lưu Tuấn 430-453-464    | 4Tống Hiếu Vũ Đế Lưu Tuấn 430-453-464    | 4Tống Hiếu Vũ Đế Lưu Tuấn 430-453-464    | 4Tống Hiếu Vũ Đế Lưu Tuấn 430-453-464    | 4Tống Hiếu Vũ Đế Lưu Tuấn 430-453-464    |  |  |                                         |                                         |                                         |                                         |                                         |                                         |  |  | 6Tống Minh Đế Lưu Úc 439-465-472     | 6Tống Minh Đế Lưu Úc 439-465-472     | 6Tống Minh Đế Lưu Úc 439-465-472     | 6Tống Minh Đế Lưu Úc 439-465-472     | 6Tống Minh Đế Lưu Úc 439-465-472     | 6Tống Minh Đế Lưu Úc 439-465-472     |  |  | Quế Dương Vương Lưu Hưu Phạm         | Quế Dương Vương Lưu Hưu Phạm         | Quế Dương Vương Lưu Hưu Phạm         | Quế Dương Vương Lưu Hưu Phạm         | Quế Dương Vương Lưu Hưu Phạm         | Quế Dương Vương Lưu Hưu Phạm         |  |  |  |  |  |  |  |  |  |  |  |  |  |  |  |  |  |  |  |  |  |  |  |  |
|                                             |                                             |                                             |                                             |                                             |                                             |  |  |                                          |                                          |                                          |                                          |                                          |                                          |  |  |                                         |                                         |                                         |                                         |                                         |                                         |  |  |                                      |                                      |                                      |                                      |                                      |                                      |  |  |                                      |                                      |                                      |                                      |                                      |                                      |  |  |  |  |  |  |  |  |  |  |  |  |  |  |  |  |  |  |  |  |  |  |  |  |
| 5Tống Tiền Phế Đế Lưu Tử Nghiệp 449-464-465 | 5Tống Tiền Phế Đế Lưu Tử Nghiệp 449-464-465 | 5Tống Tiền Phế Đế Lưu Tử Nghiệp 449-464-465 | 5Tống Tiền Phế Đế Lưu Tử Nghiệp 449-464-465 | 5Tống Tiền Phế Đế Lưu Tử Nghiệp 449-464-465 | 5Tống Tiền Phế Đế Lưu Tử Nghiệp 449-464-465 |  |  | Lưu Tử Huân 456-466                      | Lưu Tử Huân 456-466                      | Lưu Tử Huân 456-466                      | Lưu Tử Huân 456-466                      | Lưu Tử Huân 456-466                      | Lưu Tử Huân 456-466                      |  |  |                                         |                                         |                                         |                                         |                                         |                                         |  |  | 7Tống Hậu Phế Đế Lưu Dục 463-472-477 | 7Tống Hậu Phế Đế Lưu Dục 463-472-477 | 7Tống Hậu Phế Đế Lưu Dục 463-472-477 | 7Tống Hậu Phế Đế Lưu Dục 463-472-477 | 7Tống Hậu Phế Đế Lưu Dục 463-472-477 | 7Tống Hậu Phế Đế Lưu Dục 463-472-477 |  |  | 8Tống Thuận Đế Lưu Chuẩn 469-477-479 | 8Tống Thuận Đế Lưu Chuẩn 469-477-479 | 8Tống Thuận Đế Lưu Chuẩn 469-477-479 | 8Tống Thuận Đế Lưu Chuẩn 469-477-479 | 8Tống Thuận Đế Lưu Chuẩn 469-477-479 | 8Tống Thuận Đế Lưu Chuẩn 469-477-479 |  |  |  |  |  |  |  |  |  |  |  |  |  |  |  |  |  |  |  |  |  |  |  |  |

## Các danh tướng nhà Lưu Tống
- Đàn Đạo Tế
- Vương Huyền Mô
- Tạng Chất
- Thẩm Khánh Chi
- Thẩm Du Chi